# 2005 en Afrique du Sud
Chronologie de l'Afrique du Sud
- 2001
- 2002
- 2003
- 2004
- 2005
- 2006
- 2007
- 2008
- 2009

Cet article présente les faits marquants de l'année 2005 en Afrique du Sud, ou concernant le pays.

## Évènements

### Janvier
- 1 : l'Université de Johannesburg est fondée à la suite de la fusion de la Rand Afrikaans University (RAU), du Technikon Witwatersrand (TWR) et des campus de Soweto et d'East Rand de l'Université Vista.
- 13 : Mark Thatcher plaide coupable d'avoir financé involontairement un présumé coup d'État en Guinée équatoriale.
- 31 : Thabo Mbeki, Président de l'Afrique du Sud, est presque renversé par une voiture peu après le sommet des chefs d'État de l'Union africaine à Abuja, au Nigéria.

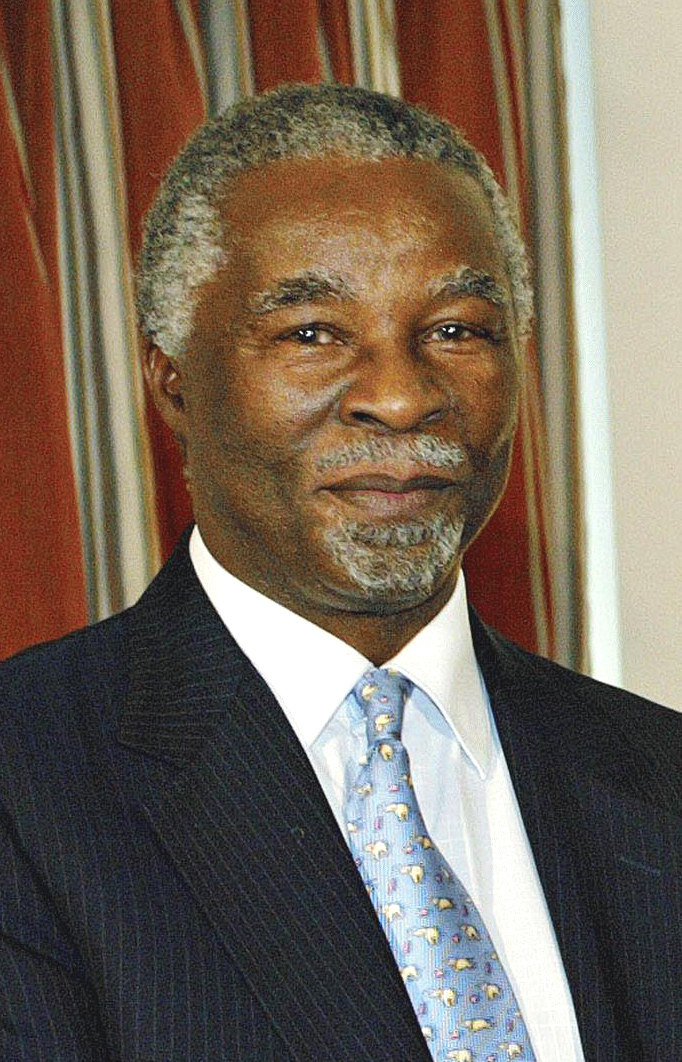
Thabo Mbeki.

### Février
- 15 : l'Armée de l'air sud-africaine immobilise au sol ses sept avions de transport C-130BZ Hercules en raison de fissures dans la structure de l'aile. Il ne reste donc à l'Armée de l'air que deux anciens C-130B de l'USAF.

### Mars
- 8 : le conseil de Pretoria vote pour changer le nom de la ville en Tshwane.
- 9 : un tremblement de terre de magniture 5,3 sur l'échelle de Richter se produit à la mine d'or Hartebeestfontein de Stilfontein.
- 18 : un hélicoptère South African Air Force Alouette III s'écrase à côté de l'N3 Highway à Harrismith.
- 25 au 27 : le peuple Griqua se rassemble à Philippolis, État libre pour célébrer leur héritage.

### Avril
- 9 : un avion d'entraînement Pilatus PC-7 Mk 2 Astra de l'armée de l'air sud-africaine s'écrase près de Lichtenburg, tuant le pilote stagiaire Oupa Ramaiti lors de son deuxième vol en solo.
- 28 : l'Afrique du Sud devient partenaire du programme d'avion de transport Airbus A400M Atlas et signe pour huit appareils, avec six autres en option.

### Mai
- 23 : un séisme d'une magnitude d'environ 3,5 sur l'échelle de Richter se produit à 8 h 10. Son épicentre est situé à Carletonville, dans le Gauteng. Il provoque des chutes de pierres à la mine d'or d'East Driefontein, blessant 19 mineurs, dont trois grièvement.
- 26 : le Conseil sud-africain des noms géographiques approuve le changement de nom de Pretoria en Municipalité métropolitaine de Tshwane.

### Juin
- 7 au 10 : la deuxième conférence nationale sur le sida se tient à Durban.
- 8 : Schabir Shaik (en) est reconnu coupable et condamné à 15 ans de prison pour deux chefs d'accusation de corruption et à 3 ans pour un chef d'accusation de fraude.
- 14 : Jacob Zuma est démis de ses fonctions de vice-président de l'Afrique du Sud à la suite du verdict du procès de Schabir Shaik le 8, et son procès aura lieu en 2006.
- 22 : 
  - Phumzile Mlambo-Ngcuka est nommée vice-présidente de l'Afrique du Sud.
  - Quatre avions de transport C-130BZ Hercules de l'armée de l'air sud-africaine sont autorisés à voler, mais soumis à des restrictions de vol et de maintenance.

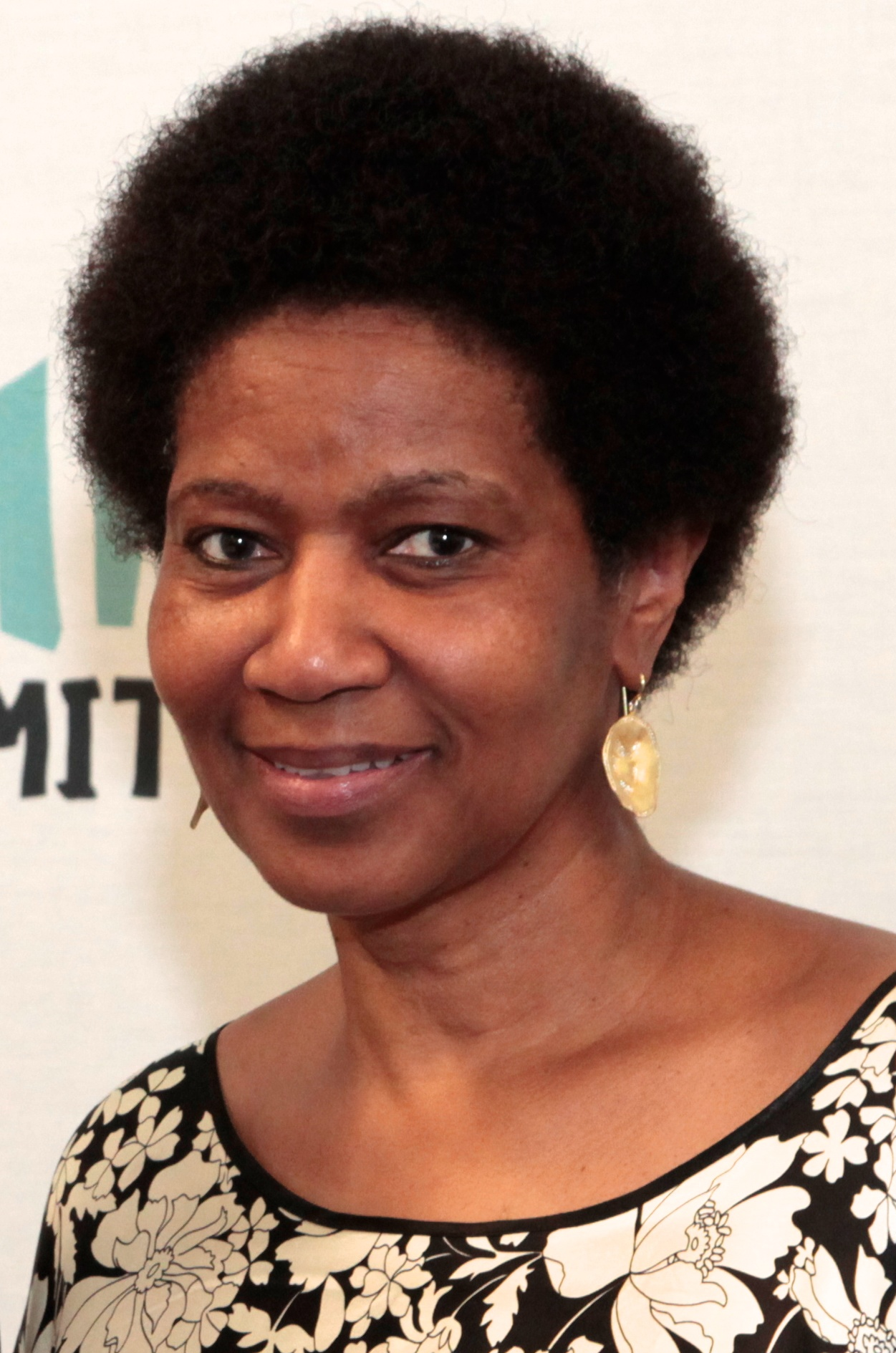
Phumzile Mlambo-Ngcuka.

- 27 : le Congrès des syndicats sud-africains organise une grève nationale d'une journée contre le chômage et la pauvreté.
- 28 : Thabo Mbeki, président de l'Afrique du Sud, et Laurent Gbagbo, président de la Côte d'Ivoire, tiennent des pourparlers à Pretoria pour faire progresser la paix en Côte d'Ivoire.

### Juillet
- 4 : un avion MB-326K Impala Mk II de l'armée de l'air sud-africaine s'écrase juste après son décollage de Hoedspruit après avoir heurté deux vautours. Le capitaine Colin Sparke s'éjecte sain et sauf.
- 10 au 17 : 29e session du Comité du patrimoine mondial a lieu à Durban.
- 12 : le South African Municipal Workers' Union (en) entame une grève d'une journée pendant les négociations salariales.
- 22 au 28 : le personnel de cabine de South African Airways se met en grève à la suite d'un conflit salarial.
- 22 au 2 : les employés de Pick 'n Pay Stores Limited (en), une grande chaîne de supermarchés, se mettent en grève à la suite d'un conflit salarial.
- 27 au 29 : le South African Municipal Workers' Union (en) entame une grève de trois jours en guise de menace pendant les négociations salariales.

### Août
- 7 au 11 : le Syndicat national des mineurs (Afrique du Sud) se met en grève pour exiger de meilleurs salaires.
- 8 au 14 : le South African Municipal Workers' Union (en) se met en grève à la suite d'un conflit salarial.

### Septembre
- 10 : un avion à réaction Sasol Tigers Aero L-29 Delfin s'écrase au cours d'un spectacle de voltige lors d'un meeting aéronautique à Vereeniging, tuant les pilotes Gabriel Siyabonga Ndabandaba et Johnny "Jet" Hattingh.

### Octobre
- L'Afrique du Sud annonce un don de 140 millions de rands (22 millions de dollars américains) au Programme alimentaire mondial (PAM) des Nations Unies et à l'Organisation des Nations Unies pour l'alimentation et l'agriculture (FAO) afin de remédier aux pénuries alimentaires en Afrique australe.
- Jacob Zuma, ancien vice-président de l'Afrique du Sud, est accusé de corruption par le parquet national.

### Novembre
- 10 : le Grand télescope d'Afrique australe (Salt) à Sutherland, plus grand télescope de l'hémisphère Sud, est inauguré.
- 11 : une panne à la centrale nucléaire de Koeberg entraîne l'arrêt du réacteur nucléaire, coupant l'alimentation électrique d'une grande partie du Cap-Occidental. Le courant est rétabli dans la plupart des zones en deux heures.
- 11 : le premier JAS 39D Gripen de l'armée de l'air sud-africaine effectue son vol inaugural au centre d'essais en vol de Saab à Linköping, en Suède.
- 16 : un incendie sous une ligne électrique de 400 kV provoque une deuxième coupure de courant à Koeberg, provoquant une nouvelle panne d'électricité dans tout le Cap-Occidental.
- 23 – Une inspection de routine à Koeberg révèle une diminution du niveau chimique dans le système de sécurité de secours, ce qui entraîne un arrêt contrôlé. La production de secours est utilisée pour éviter les pannes de courant jusqu'au vendredi 25 novembre, date à laquelle d'importantes coupures auront lieu tout au long de la journée dans les provinces du Cap-Occidental, du Cap-Nord et du Cap-Oriental. Le courant est rétabli le samedi 26 novembre
- 27 : Karin Kortje (en) est élue troisième gagnante d'Idols (South Africa) (en), battant Gift Gwe en finale, et devient la première personne non blanche à remporter le concours.

### Décembre
- 1 – La Cour constitutionnelle, dans son arrêt Ministère de l'Intérieur v. Fourie, ordonne au Parlement de modifier les lois sur le mariage afin d’autoriser les mariages homosexuels dans un délai d’un an.
- 6 – Jacob Zuma, ancien vice-président de l’Afrique du Sud, est accusé de viol.
- 10 : élection de Miss Afrique du Sud 2005. C'est la 51e élection de Miss Afrique du Sud. Elle s'est déroulée au Superbowl de Sun City. La cérémonie a été consacrée à la campagne de sensibilisation 16-days qui se bat contre la violence faite aux femmes et aux enfants[1]. La gagnante, Nokuthula Sithole, succède à Claudia Henkel, Miss Afrique du Sud 2004. La même soirée, l'élection de Miss SA Teen a eu lieu, qui fut remporté par Bertha Marie Le Roux, âgée de 17 ans.

## Culture

### Cinéma
- Conversations on a Sunday Afternoon.
- The Heart of Whiteness.
- Man to Man (film, 2005).
- Mon nom est Tsotsi.
- The Mother's House.
- Le Sang des Vikings.
- The Twelve Disciples of Nelson Mandela.
- Wah-Wah (film).

## Sport

### Football
- Championnat d'Afrique du Sud de football 2004-2005.

### Judo
- Championnats d'Afrique de judo 2005.

### Rugby
- Saison 2005 de Super 12.
- Tournoi d'Afrique du Sud de rugby à sept 2005.
- Tri-nations 2005.